# Portada/article abril 3

## Rorqual blau
El rorqual blau o balena blava (Balaenoptera musculus) és un mamífer marí que pertany al subordre dels misticets. Amb una llargada de fins a 32,9 m i un pes de fins a 172 tones o més, és l'animal més gran que ha existit mai. El seu cos llarg i esvelt pot tenir una coloració de diverses tonalitats de gris blavós a la part dorsal i una mica més clara a la part ventral. N'hi ha almenys tres subespècies distintes: B. m. musculus del nord dels oceans Atlàntic i Pacífic, B. m. intermedia de l'oceà Antàrtic i B. m. brevicauda (també coneguda com a rorqual blau pigmeu), de l'oceà Índic i el sud de l'oceà Pacífic. B. m. indica, que viu a l'oceà Índic, podria ser una quarta subespècie. La seva dieta es compon gairebé exclusivament d'uns crustacis petits anomenats krill.
Els rorquals blaus foren abundants a gairebé tots els oceans fins a principis del segle xx. Els baleners les caçaren gairebé fins a l'extinció durant més de 40 anys, fins que la comunitat internacional les protegí el 1966. Un informe del 2002 estimà que hi havia entre 5.000 i 12.000 rorquals blaus arreu del món.